# Nederlandse kampioenschappen schaatsen allround 2016
De Nederlandse kampioenschappen schaatsen allround 2016 werden op 22, 23 en 24 januari 2016 gehouden in het Thialf-stadion te Heerenveen.
De titelhouders waren Sven Kramer en Ireen Wüst. Beide schaatsers waren vanwege hun prestaties op de Europese kampioenschappen schaatsen 2016 al geplaatst voor de wereldkampioenschappen schaatsen allround 2016 en lieten het toernooi schieten. Jan Blokhuijsen en Antoinette de Jong wonnen hun eerste Nederlandse allroundtitel.

## Programma
| Programma                          | Programma                            | Programma                                                                   |
| ---------------------------------- | ------------------------------------ | --------------------------------------------------------------------------- |
| vrijdag 22 januari                 | zaterdag 23 januari                  | zondag 24 januari                                                           |
| 500 meter vrouwen 500 meter mannen | 3000 meter vrouwen 5000 meter mannen | 1500 meter vrouwen 1500 meter mannen 5000 meter vrouwen 10.000 meter mannen |

## Mannen

### Afstandsmedailles
| Afstand | 1e               | 2e              | 3e               |
| ------- | ---------------- | --------------- | ---------------- |
| 500m    | Peter Groen      | Jan Blokhuijsen | Wesly Dijs       |
| 5000m   | Jan Blokhuijsen  | Douwe de Vries  | Arjan Stroetinga |
| 1500m   | Patrick Roest    | Jan Blokhuijsen | Douwe de Vries   |
| 10.000m | Arjan Stroetinga | Jan Blokhuijsen | Douwe de Vries   |

### Eindklassement
| #      | Schaatser        | 500m       | 5000m        | 1500m        | 10.000m      | Punten  |
| ------ | ---------------- | ---------- | ------------ | ------------ | ------------ | ------- |
| Goud   | Jan Blokhuijsen  | 36,83 (2)  | 6.22,18 (1)  | 1.48,00 (2)  | 13.17,07 (2) | 150,901 |
| Zilver | Douwe de Vries   | 37,43 (7)  | 6.22,41 (2)  | 1.48,27 (3)  | 13.21,92 (3) | 151,857 |
| Brons  | Patrick Roest    | 37,13 (4)  | 6.28,80 (5)  | 1.46,83 (1)  | 13.37,28 (6) | 152,484 |
| 4      | Arjan Stroetinga | 38,37 (17) | 6.22,85 (3)  | 1.49,74 (10) | 13.11,35 (1) | 152,802 |
| 5      | Evert Hoolwerf   | 38,26 (16) | 6.24,47 (4)  | 1.49,13 (8)  | 13.23,78 (4) | 153,272 |
| 6      | Jos de Vos       | 37,48 (9)  | 6.32,99 (6)  | 1.48,66 (5)  | 13.30,84 (5) | 153,541 |
| 7      | Marcel Bosker    | 37,47 (8)  | 6.35,80 (9)  | 1.48,42 (4)  | 13.54,29 (8) | 154,904 |
| 8      | Willem Hoolwerf  | 38,24 (15) | 6.34,03 (7)  | 1.49,70 (9)  | 13.47,90 (7) | 155,604 |
| 9      | Wesly Dijs       | 36,94 (3)  | 6.46,87 (13) | 1.48,70 (6)  |              | 113,860 |
| 10     | Thomas Geerdinck | 37,20 (5)  | 6.44,61 (12) | 1.52,42 (13) |              | 115,134 |
| 11     | Kars Jansman     | 38,06 (14) | 6.39,04 (10) | 1.52,18 (12) |              | 115,357 |
| 12     | Marwin Talsma    | 39,45 (22) | 6.35,49 (8)  | 1.53,39 (16) |              | 116,795 |
| 13     | Jeroen Janissen  | 38,01 (13) | 6.55,97 (15) | 1.51,79 (11) |              | 116,870 |
| 14     | Joes Klijnsoon   | 38,61 (18) | 6.54,12 (14) | 1.53,07 (14) |              | 117,712 |
| 15     | Gerwin Coljé     | 38,61 (18) | 6.59,09 (17) | 1.53,60 (17) |              | 118,385 |
| 16     | Bart Vreugdenhil | 37,83 (11) | 7.02,29 (18) | 1.55,11 (20) |              | 118,429 |
| 17     | Joep Kalverdijk  | 37,52 (10) | 7.13,55 (20) | 1.53,16 (15) |              | 118,595 |
| 18     | Olof Gerritsen   | 37,87 (12) | 7.04,72 (19) | 1.55,18 (21) |              | 118,735 |
| 19     | Mark Ooijevaar   | 40,49 (23) | 6.44,29 (11) | 1.54,72 (19) |              | 119,159 |
| 20     | Leon van Alstede | 39,33 (21) | 6.56,19 (16) | 1.55,79 (22) |              | 119,545 |
|        | Peter Groen      | 36,65 (1)  | DQ           | 1.49,06 (7)  |              |         |
|        | Tom Kant         | 37,26 (6)  | DQ           | 1.53,99 (18) |              |         |
|        | Feiko Bierman    | 38,88 (20) | DQ           | 1.56,23 (23) |              |         |
|        | Renz Rotteveel   | WDR        |              |              |              |         |

## Vrouwen

### Afstandsmedailles
| Afstand | 1e                     | 2e                     | 3e             |
| ------- | ---------------------- | ---------------------- | -------------- |
| 500m    | Antoinette de Jong     | Annouk van der Weijden | Linda de Vries |
| 3000m   | Annouk van der Weijden | Antoinette de Jong     | Linda de Vries |
| 1500m   | Linda de Vries         | Antoinette de Jong     | Melissa Wijfje |
| 5000m   | Annouk van der Weijden | Antoinette de Jong     | Yvonne Nauta   |

### Eindklassement
| #      | Schaatsster            | 500m       | 3000m        | 1500m        | 5000m       | Punten  |
| ------ | ---------------------- | ---------- | ------------ | ------------ | ----------- | ------- |
| Goud   | Antoinette de Jong     | 39,48 (1)  | 4.04,30 (2)  | 1.58,63 (2)  | 7.05,93 (2) | 162,332 |
| Zilver | Annouk van der Weijden | 39,95 (2)  | 4.04,07 (1)  | 1.59,14 (4)  | 7.04,55 (1) | 162,796 |
| Brons  | Linda de Vries         | 40,33 (3)  | 4.06,24 (3)  | 1.58,21 (1)  | 7.12,96 (4) | 164,069 |
| 4      | Melissa Wijfje         | 40,67 (8)  | 4.09,25 (6)  | 1.58,96 (3)  | 7.13,15 (5) | 165,179 |
| 5      | Diane Valkenburg       | 40,62 (7)  | 4.10,57 (9)  | 1.59,32 (5)  | 7.13,27 (7) | 165,481 |
| 6      | Yvonne Nauta           | 41,17 (12) | 4.08,65 (5)  | 2.00,12 (6)  | 7.09,30 (3) | 165,581 |
| 7      | Carlijn Achtereekte    | 40,50 (4)  | 4.08,17 (4)  | 2.01,14 (8)  | 7.13,61 (8) | 165,602 |
| 8      | Reina Anema            | 41,18 (13) | 4.10,47 (8)  | 2.00,15 (7)  | 7.13,21 (6) | 166,296 |
| 9      | Irene Schouten         | 41,54 (17) | 4.09,61 (7)  | 2.01,51 (9)  |             | 123,644 |
| 10     | Sanne van der Schaar   | 40,55 (5)  | 4.15,80 (12) | 2.02,16 (10) |             | 123,903 |
| 11     | Esmee Visser           | 41,76 (20) | 4.12,54 (10) | 2.02,23 (11) |             | 124,593 |
| 12     | Annemarie Boer         | 40,96 (9)  | 4.17,37 (14) | 2.02,81 (12) |             | 124,791 |
| 13     | Miranda Dekker         | 41,06 (10) | 4.20,32 (16) | 2.03,20 (13) |             | 125,512 |
| 14     | Esther Kiel            | 41,52 (16) | 4.17,12 (13) | 2.04,46 (17) |             | 125,859 |
| 15     | Loes Adegeest          | 41,55 (18) | 4.21,38 (18) | 2.03,26 (14) |             | 126,199 |
| 16     | Femke Markus           | 41,84 (22) | 4.20,22 (15) | 2.03,79 (15) |             | 126,473 |
| 17     | Roza Blokker           | 41,64 (19) | 4.20,97 (17) | 2.04,55 (18) |             | 126,651 |
| 18     | Maike Brinksma         | 41,76 (20) | 4.22,15 (19) | 2.04,44 (16) |             | 126,931 |
| 19     | Mignon Goeree          | 41,16 (11) | 4.29,77 (23) | 2.04,81 (19) |             | 127,724 |
| 20     | Inge Mostert           | 41,97 (23) | 4.25,39 (21) | 2.05,51 (20) |             | 128,037 |
| 21     | Paulien Westerhof      | 41,98 (24) | 4.25,24 (20) | 2.05,97 (21) |             | 128,176 |
| 22     | Willemijn Cnossen      | 41,47 (14) | 4.28,78 (22) | 2.07,52 (22) |             | 128,772 |
| 23     | Natasja Roest          | 41,49 (15) | 4.31,25 (24) | 2.07,96 (23) |             | 129,351 |
|        | Jorien Voorhuis        | 40,58 (6)  | 4.12,60 (11) | WDR          |             |         |
|        | Julia Berentschot      | WDR        |              |              |             |         |